# 三家镇 (承德县)
三家镇，是中华人民共和国河北省承德市承德县下辖的一个乡镇级行政单位。
2015年，河北省民政厅批复同意撤销三家乡，设立三家镇。

## 行政区划
三家镇下辖以下地区：
三家村、谢木东沟村、转角房村、陕西营村、芦虎沟村、老虎沟村、戴家营村、牛圈沟门村、五家河北村、五家河西村、五家河东村、放马场村、烧锅营村、老当铺村、丛营村、西兴村、志云村、刘营村、北李营村、杨树沟村、范营村、北孤山村、前营子村、兴家村、和家村、柳条沟村、高山营村、榆树底村和松树底村。